# Французская доктрина

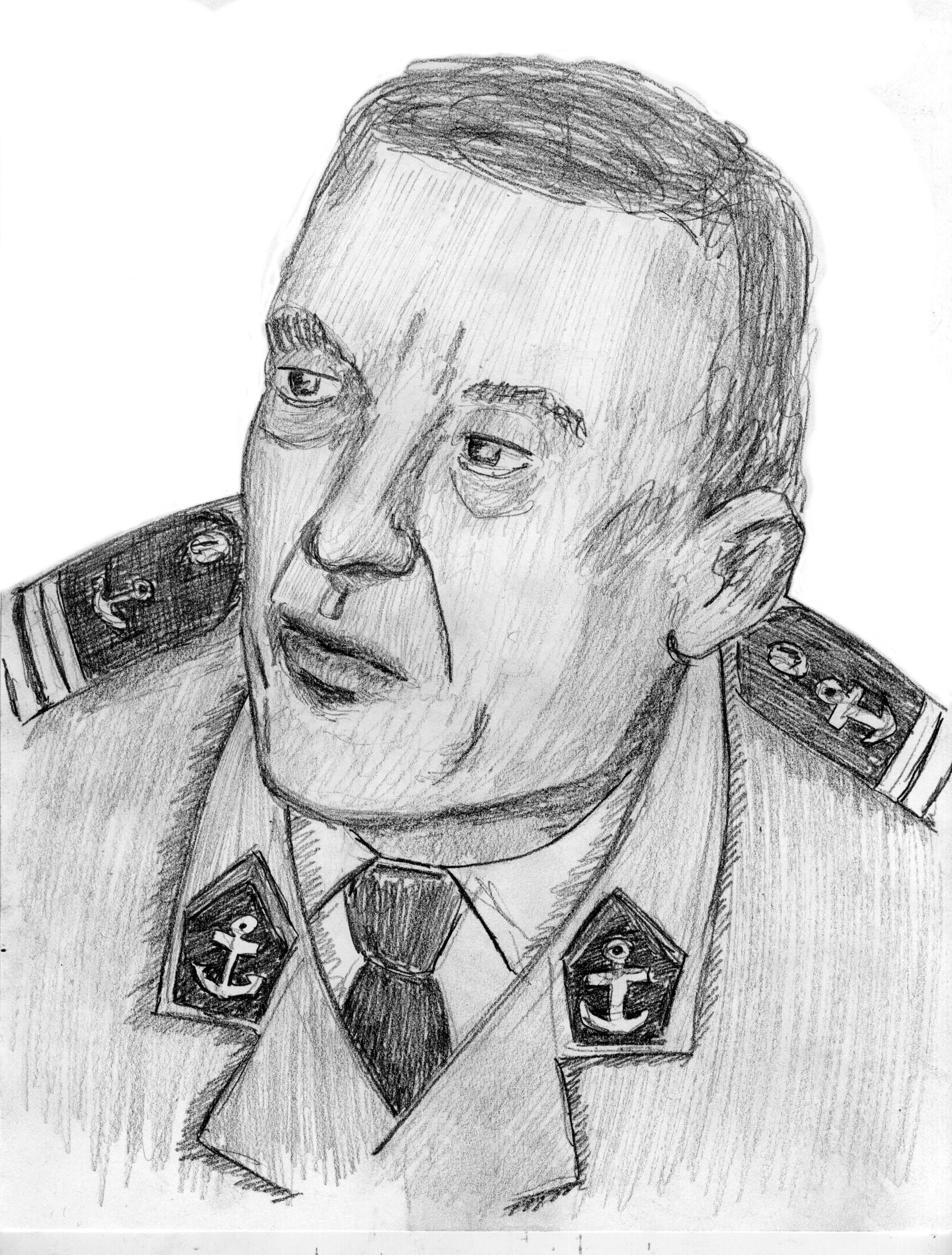
Роже Тринкье — французский полковник, военный теоретик, автор «Французской доктрины», ответственный за множественные преступления во время Индокитайской, Корейской и Алжирской войн

«Французской доктриной» называют набор методов, разработанных во Франции и впервые применённых ею во время войны в Алжире в 1950-х годах, которые используются государством или его силами безопасности (военными, полицией или спецслужбами) для систематической борьбы с группами вооружённого сопротивления или даже с оппозиционерами. Она включает, среди прочего, массовые аресты, проводимые в основном тайно, систематические пытки, незаконные убийства подозреваемых лиц, так называемые «насильственные исчезновения». Французские военные использовали эти методы, чтобы одержать верх в вооружённой борьбе с подпольным Фронтом национального освобождения, который стремился силой добиться государственной независимости Алжира от Франции. Однако распространение информации о нарушающих права человека методах, используемых военными для уничтожения ФНО, вызвало возмущение части французской общественности и, как следствие, привело к значительному ослаблению страны как внутри, так и во внешней политике. 20 мая 1961 года начались прямые переговоры между французским правительством и ФНО; 18 марта 1962 года были заключены Эвианские соглашения, а 25 сентября 1962 года была провозглашена Алжирская Народная Демократическая Республика.
Доктрина тематически тесно связана с понятием «грязной войны» и относится к военно-теоретической области асимметричной войны. С тех пор подобные методы также использовались во многих других странах в рамках так называемых мер по борьбе с повстанцами (англ. counter insurgency). В массовом порядке они использовались для подавления широких слоев населения при военных диктатурах Латинской Америки в 1970-х и 1980-х годах, в результате чего погибло около 400 000 мирных жителей. При этом французские ветераны Алижирской войны сыграли важную роль в качестве советников и инструкторов для вооружённых сил и разведки (см. также Операция «Кондор»). Примерно до конца XX века подобные преступления оставались в основном безнаказанными по разным причинам. В новом тысячелетии события на национальном и международном уровнях привели к усилению судебного преследования за такие нарушения прав человека.

## Доктрина
Французский офицер Роже Тринкье (1908—1986) разработал доктрину и написал о ней книгу под названием La Guerre Modern (рус. Современная война). В ней он рассматривает случай, когда противником выступает не другое государство, представленное регулярной армией, а подпольное (партизанское) движение, члены которой набираются из гражданского населения, и поэтому их трудно идентифицировать. Примерно с конца 1940-х годов Франция столкнулась с боевиками освободительных армий в своих колониях, особенно во время войны в Индокитае и войны в Алжире. С этими противниками было трудно бороться традиционными военными методами, поскольку это были партизанские движения, и их бойцы при необходимости скрывались среди аборигенного населения. Такие военные сценарии и соответствующие им военные стратегии сегодня известны под терминами асимметричная война или контрпартизанская война. Полковник Тринкье одним из первых осознал бессилие традиционной военной стратегии перед такими ситуациями и впоследствии разработал методы, которые он обобщённо назвал современной войной и описал в своей книге 1961 года La guerre moderne . Поскольку французские военные быстро адаптировали эти методы и впервые радикально применили их в Алжире, они стали известны как французская доктрина.
Особенности французской доктрины и, соответственно, современной войны Тринкье, прежде всего, заключаются в следующем:
- Преимущественно ночные, в основном несанкционированные или тайные аресты лиц, подозреваемых в принадлежности к группе, с которой ведется борьба. Это делается с помощью в основном анонимных сотрудников вооружённых сил, полиции или спецслужб с целью вовлечения подозрительных людей в сферу своего собственного насилия (см. Насильственное исчезновение).
- Систематическое применение пыток к арестованному в целях получения информации, прежде всего, для получения новых имён подозреваемых, которые впоследствии также будут арестованы и подвергнуты пыткам; одновременно с целью запугивания и сдерживания движения сопротивления в целом.
- Незаконное убийство значительной части арестованных с целью лишить движение сопротивления базы.
- Факультативно: совершение террористических актов под „ложным флагом“ сотрудниками собственных сил безопасности в условиях строжайшей секретности, с целью сознательной дискредитации вражеской группы, например, чтобы оправдать ужесточение преследований[4].

## Наследие
Во Франции, особенно в государственном аппарате, долгое время было табу даже на разговоры об «Алжирской войне», использовались формулировки вроде «операции по наведению порядка в Алжире» или «события в Алжире». Только в 1999 году был принят закон, официально разрешающий выражение «Алжирская война» . Это вытеснение также включало то, что резня в Париже 1961 года, в результате которой, по некоторым оценкам, погибло не менее 200 алжирцев, не расследовалась официально до 1998 года. Заметные общественные дебаты по поводу «французской доктрины», то есть систематического применения пыток, внесудебных казней и других военных преступлений в отношении алжирцев неевропейского происхождения во время войны, впервые произошли только в 2000—2002 годах. Особенно в правых кругах происходившие события по-прежнему часто игнорируются или преуменьшаются.